# Lepidosaphes pyrorum
Lepidosaphes pyrorum är en insektsart som beskrevs av Tang 1977. Lepidosaphes pyrorum ingår i släktet Lepidosaphes och familjen pansarsköldlöss. Inga underarter finns listade i Catalogue of Life.